# Kiels voetbalkampioenschap 1912/13
In 1912/13 werd het negende Kiels voetbalkampioenschap gespeeld, dat georganiseerd werd door de Noord-Duitse voetbalbond. 
Holstein Kiel werd kampioen en plaatste zich voor de Noord-Duitse eindronde. De club versloeg Lübecker TS 1894 en verloor dan van Victoria Hamburg.

## Eindstand
| Plaats | Club                    | Wed. | W | G | V | Saldo | Ptn  |
| ------ | ----------------------- | ---- | - | - | - | ----- | ---- |
| 1.     | Kieler FV Holstein 1902 | 6    | 5 | 1 | 0 | 27:8  | 11:1 |
| 2.     | FC Kilia Kiel           | 6    | 4 | 1 | 1 | 14:10 | 9:3  |
| 3.     | FV Teutonia Kiel        | 6    | 2 | 0 | 4 | 11:19 | 4:8  |
| 4.     | 1. Kieler FV 1900       | 6    | 0 | 0 | 6 | 6:21  | 0:12 |

|  | Kampioen |